# アマゾン (駆逐艦・2代)
アマゾン（HMS Amazon）は、イギリス海軍の駆逐艦。同型艦はない。その名を持つ艦としては8隻目。

## 来歴
第一次世界大戦終結後のイギリス海軍は、大戦中に膨れ上がった駆逐艦戦力を整理するため、老朽艦の退役処分を進めるとともに、戦時計画で建造に着手していた未成艦50隻の建造を継続していたことから、しばらくの間、駆逐艦の建造は行われなかった。
その後、1924-5年度で、第一次世界大戦の戦訓や新しい技術を盛り込んだ新型駆逐艦のプロトタイプの建造が計画された。デニー社など5社の設計を比較検討した結果、ソーニクロフト社とヤーロウ社に1隻ずつが発注された。このうち、ソーニクロフト社が建造したのが本艦である。なおヤーロウ社が建造したのが「アンバスケイド」であった。

## 設計
設計面では、ソーニクロフト改W級をベースとして改正を加えたものとなっている。全長にして3.3メートル延長するとともに、全鋼鉄製艦橋を採用した。暴露艦橋の前面には鋼製のブルワークが付されており、測距儀と、新開発の射撃方位盤が装備された。操舵スタンドは廃止してコンパスのみとなり、上部指揮所としての機能が付与された。
艦橋構造物内部の区画配分はソーニクロフト改W級のものが踏襲されているが、病室や先任下士官室が追加された。また船首楼甲板下区画には作戦室と電信室が設置されたが、これらは抗堪性を考慮して、舷側から離れた船体中央部に配された。前部缶室前の2甲板上中央には、ジャイロ室を新設した。また本級では、空調設備も導入されている。なお、1939年11月の高角砲の増備の際に、50トンの固定バラストが搭載された。
本級では速力は3ノット増速、燃料搭載量を約20パーセント増大して航続距離の延伸を図った。主機はブラウン・カーチス式オール・ギヤード・タービンとされており、出力39,500馬力で37ノットを発揮する計画であった。また低速時の燃費改善のためパーソンズ式巡航タービンを備えたほか、機関全体の性能向上のため、初めて過熱蒸気を使用した。ボイラーは3胴型ヤーロウ式水管ボイラー、蒸気性状は圧力260 lbf/in2 (18 kgf/cm2)、温度83.3℃であった。

## 装備
兵装面ではおおむねソーニクロフト改W級が踏襲されており、主砲も同じ45口径12.0cm砲（BL 4.7インチ砲Mk.I）4門であるが、上記の通り、本級では遠距離射撃を考慮した新型方位盤が搭載された。また高角砲は、3インチ砲1門にかえて39口径40mm機銃（QF 2ポンド・ポンポン砲）2門が搭載された。
水雷兵器としては53.3cm3連装魚雷発射管2基が搭載された。使用魚雷はMk.IVであった。
その後、第二次世界大戦の勃発を受けて、1939年11月には魚雷発射管3門を降ろすかわりに3インチ高角砲を増備した。また1943年から1944年にかけては護衛駆逐艦としての任務にあたり、4.7インチ砲2門、20mm機銃4門、53.3cm魚雷発射管6門と爆雷95発を備えていた。

## 艦歴
1944年8月以降は、航空機の訓練用標的艦となった。1948年10月25日、スクラップ処分のため売却された。